# سيتروين برلنغو I
سيتروين برلنغو I هي سيارة من تصنيع سيتروين، وهي الجيل الأول من سيارة سيتروين برلنغو.